# Thomas Jefferson Withers
Thomas Jefferson Withers (* 1804 in Ebenezer, York County, South Carolina; † 7. November 1865 in Camden, Kershaw County, South Carolina) war ein konföderierter Politiker aus dem Bundesstaat South Carolina, der während des Sezessionskriegs (1861–1864) im Konföderiertenkongress diente. Ferner war er 1846 Richter am Staatgericht sowie ein Delegierter von South Carolina beim Sezessionskonvent von 1861. Withers starb am 7. November 1865 in Camden, Kershaw County, South Carolina und wurde anschließend auf dem "Quaker Cemetery" in Camden beigesetzt.